# Rumäniens riksvapen
Rumäniens statsvapen är ett sentida riksvapen, som går tillbaka till 1918 och stadfästes 1993. Det domineras av en örn, som i näbben håller ett kors och med klorna griper om ett svärd och en spira. 
På mittskölden återges emblemen för Rumäniens huvudregioner:
- en örn för Valakiet
- en oxe för Moldova
- ett lejon för Banatet
- sju torn för Transsylvanien
- delfiner för Dobrudzja (Svartahavsområdet)

Den 11 juli 2016 skrev Rumäniens president Klaus Johannis under en lag vilket gjorde att örnen skulle bära Rumäniens stålkrona.

## Historia

(1867–1872)
(1872–1881)
Kungariket Rumänien (1881–1921)
Kungariket Rumänien (1921–1947)
Rumänska folkrepubliken (januari–mars 1948)
Rumänska folkrepubliken (1948–1952)
Rumänska folkrepubliken (1952–1965)
Socialistiska republiken Rumänien (1965–1989)
Rumänien (1992–2016)
Rumänien (2016–)

## Jämför med
- Moldaviens riksvapen